# Olinda Allessandrini
Olinda Maria Falcão Allessandrini (Caxias do Sul), é uma pianista e professora brasileira reconhecida internacionalmente, em particular pela sua atividade de pesquisadora e intérprete da música brasileira, tendo recebido uma série de prêmios e distinções.

## Biografia
Filha de Serafim Alessandrini e Inês Sartori Falcão, vem de uma família de forte tradição musical. Seus tios e primos Sartori foram cantores e instrumentistas, seu avô Alfredo Falcão era compositor e violoncelista, e sua mãe foi professora de música. Começou a estudar piano aos quatro anos com Juliana Lamb. Fez sua educação regular nos colégios São José, Sacre-Coeur de Marie e Cristóvão de Mendoza, e inicialmente pensou em se dedicar à Matemática. Paralelamente ingressou na Escola de Belas Artes, onde graduou-se com louvor em piano com 16 anos. Era então a única escola superior da cidade que não exigia a conclusão do ensino secundário para admissão. Na época de sua formatura fez um workshop em Porto Alegre com Arnaldo Estrella, que aconselhou-a a buscar aperfeiçoamento com o professor Milton de Lemos, que lecionava no Curso de Virtuosidade do Instituto de Artes da UFRGS. Lemos deu-lhe aulas particulares por um ano, capacitando-a a passar no teste de admissão do curso, e no ano seguinte ingressou também na Faculdade de Matemática. Com 18 anos formou-se virtuose e recebeu uma medalha de ouro em um concurso do Instituto.
Formou-se em Matemática com 21 anos. Passou a lecionar esta disciplina no colégio Cristóvão de Mendoza, e pouco depois iniciou uma carreira de docente de Cálculo Diferencial e Integral na PUC-RS e na UFRGS, em Porto Alegre. Neste período praticamente abandonou o piano. Enfrentando dificuldades em seu primeiro casamento, separou-se e entrou em uma crise, quando reavaliou seus planos de vida. Depois de sete anos de ausência, retomou os estudos de piano com a professora Dirce Knijnik, recebendo um grande incentivo nesta direção ao vencer em 1976 um concurso nacional no Rio. Participando de outro concurso nacional, na Bahia, em 1977, saiu novamente vencedora como melhor intérprete de Liszt. Desde então abandonou definitivamente a Matemática e a música é o centro dos seus interesses. Também fez cursos de aperfeiçoamento com Jacques Klein, Bruno Seidlhofer, Roberto Szidon, Magdalena Tagliaferro e Antônio Barbosa. Casou-se com Luiz Brandenburger, médico e pianista, e com ele teria dois filhos, Filipe e Guilherme.

## Carreira
Sua primeira atividade após abandonar a Matemática foi organizar um projeto de recitais didáticos para jovens escolares em Novo Hamburgo, em parceria com a Feevale, que permaneceu ativo por dez anos e resultou na gravação do seu primeiro disco. Além dos recitais, o projeto oferecia informação sobre um amplo leque de referenciais culturais. Isso obrigou-a a se aprofundar em estudos teóricos sobre arte, literatura, teatro, dança e outras áreas. Ao mesmo tempo, começou a se apresentar em recitais e concertos em várias cidades do estado, começando a firmar seu nome no cenário musical. Foram importantes nesta fase sua colaboração com o Quarteto Sinos, a Orquestra Jovem de Ivoti, o clarinetista Augusto Maurer e a cantora Adriana Zignani, possibilitando-lhe ampliar seu repertório, trocar experiências e aperfeiçoar sua prática camerística.
Como professora tem atuação constante nos recitais de professores e alunos. Participou ativamente da programação cultural da Fundação Ernesto Frederico Scheffel. Por quatro anos apresentou na Rádio da Universidade o programa semanal "Panorama da Música do Brasil e das Américas". Sua interpretação de PamPiano de Radamés Gnatalli foi o tema musical do programa "Música em Pessoa" da Rádio. Ministrou durante dois anos o curso de Virtuosidade e Interpretação Pianística no Conservatório de Música da Universidade Federal de Pelotas. A convite do Instituto Goethe visitou diversas Escolas de Música alemãs, aplicando estas vivências em seus Recitais Didáticos para jovens.
Seu repertório pianístico vai do barroco ao contemporâneo. Possui CDs inteiramente dedicados a obras de Heitor Villa-Lobos, Radamés Gnattali e Araújo Vianna, além dos CDs Panorama brasileiro, Valsas, PamPiano, Ébano e marfim, Um piano na esquina, com obras de diversos compositores. Com 11 CDs solo e participando de 14 CDs como pianista convidada, é uma das pianistas com maior discografia no Brasil. Várias de suas interpretações foram incluídas no áudio-livro Brasilien ohne Samba (Brasil sem Samba), coordenado por Krzysztof Wiernicki e publicado na Alemanha em 2009.
Realizou a estreia de várias obras, entre elas Dez Variações à procura de um tema, de Arthur Barbosa; Concertino, de Hubertus Hofmann, Mobile I, de Clodomiro Caspary, estreada em Houston, Texas, além de obras para piano ou música de câmara de Dimitri Cervo, Ricardo Barbosa Lima, Susana Almada, Sandra Mohr, entre outros.
É frequentemente convidada como solista com orquestras, no Brasil e no exterior. Apresentou-se sob a regência dos maestros Isaac Karabtchevsky, Flávio Chamis, Eleazar de Carvalho, Manfredo Schmiedt, Antônio Carlos Borges-Cunha, Tiago Flores, Roberto Duarte, Alceo Bocchino, Flávio Florence, Arlindo Teixeira, Stanley de Rusha, Claudio Ribeiro, Tulio Belardi, Eduardo Ostergrin, Elke Mentges, entre outros.
Participa regularmente de festivais, entre eles o Festival de Piano de Heidelberg (Alemanha, 2014), Festival Villa-Lobos (Rio de Janeiro, 2014), Festival Internacional do Piano de Savona (Itália, 2013), Festival Internacional do Piano (Montevidéu, 2014), Festival Pianotune (Bélgica, 2011), Musica en El Cabildo (Montevidéu, 2011), Festival de Câmara de Caxias do Sul (2010), Klavierwoche em Heidelberg, (Alemanha, 2006), Festival do Centenário Radamés Gnattali (Rio de Janeiro, 2006), várias edições da Semana do Piano em Pelotas, e os Festivais de Música de Montenegro e Londrina. Atuou como pianista e professora no Festival Brasilianische Impressionen, em outubro de 2000, em Berlim. Nesta mesma cidade, participou do Seminário Internacional sobre Fronteiras Culturais, em 2002, apresentando um repertório de obras eruditas inspiradas na música regional dos  Pampas.
Realizou diversas tournées pela Alemanha, com recitais em Stuttgart, Colônia, Berlim, Bonn e Hamburgo, entre outras cidades. Na Áustria, realizou recitais em Viena e em Salzburg. Na Itália, apresentou-se em Roma no Museo degli Instrumenti Musicali. Apresentou palestras ilustradas sobre Villa-Lobos na Alemanha e Noruega. Nos Estados Unidos, apresentou-se em New York, Washington, Indianápolis, Houston, Miami, Atlanta e outras importantes cidades. Na América do Sul, realizou concertos e palestras em Montevidéu e Rivera, Uruguai; em Santiago, no Chile, e em La Paz, na Bolívia.
Fundou o Trio "Elas por Elas" com a violinista Hella Frank e a violoncelista Inge Volkmann, apresentando obras de compositoras mulheres. Foi convidada pelo Quarteto de Cordas de Karlsruhe (Alemanha) para uma tournée de recitais no Brasil. Foi fundadora do Trio Bruno Kiefer, participou intensamente das atividades do Trio de Madeiras de Porto Alegre, com quem gravou um CD. Atuou por vários anos com os violinistas austríacos Lavard Skou-Larsen, e com Luz Leskowitz, e em Salzburg foi convidada pelo Quarteto de Cordas Mirabel para uma série de apresentações na Austria e Alemanha. Com o violoncelista alemão Walter-Michael Vollhardt realizou recitais a convite do Consulado da Alemanha em Porto Alegre.
Nos Festivais de Londrina, Montenegro e Caxias do Sul apresentou-se em diferentes grupos de câmara com integrantes do Quinteto Villa-Lobos, com o violoncelista Hugo Pilger, e com destacados professores dos Festivais. Gravou dois CDs com o percussionista Ney Rosauro: In Concert e Rapsodia, este último lançado em Atlanta (USA), com recital ao vivo pelo duo. Também salientou-se na música camerística para voz e piano, participando da gravação de dois CDs com a soprano Adriana de Almeida. Realizou uma série de programas comemorativos à imigração alemã, com a soprano Lúcia Passos.
Colaborou por vários anos com a programação do Teatro do Sesi em Porto Alegre, assumindo a coordenação geral do Carnaval dos Animais em 2000,  Noite Barroca em 2001, e Carmina Burana em 2006 e de suas reedições em abril de 2008 e em setembro de 2009.
Além de escrever artigos sobre música para jornais, escreveu capítulos para os seguintes livros: Networking Cultures, coordenado por Maria Luiza Cestari, Eva Maagero e Elise Seip Tonnessen, edição Portal Books, Noruega, 2006; A Face Escondida da Criação, coordenado por Clara Pechansky, edição conjunta Editora Movimento e UFPel, 2005; Pampa e Cultura – de Fierro a Netto, coordenado por Lígia Chiappini, Maria Helena Martins e Sandra Pesavento, edição UFRGS, 2004. Atuou como colaboradora especial no livro O Piano na Música Brasileira, coordenado por Zuleika Rosa Guedes, editora Movimento, 1992.

## Prêmios e distinções
Entre os prêmios por ela conquistados estão Medalha de Ouro do Instituto de Artes da UFRGS (1969); Medalha Caxias da Prefeitura de Caxias do Sul (1970), Troféu Caxias do jornal Pioneiro (1989), e primeiros prêmios no Concurso Nacional de Piano Lorenzo Fernandez, Rio de Janeiro, e no III Concurso Nacional de Piano da Universidade Católica de Salvador, Bahia. Em 2010 foi premiada com a distinção "Líderes e Vencedores" da Assembleia Legislativa do Estado / Federação de Entidades Empresariais do Rio Grande Sul, como destaque na área cultural. Também em 2010 recebeu a medalha comemorativa ao Ano Chopin do Consulado da Polônia em Porto Alegre. Em 2013 o áudio-livro Cirandas de Villa-Lobos: Reinvenções, lançado em parceria com Marô Barbieri e Clara Pechansky, recebeu o Prêmio Livro do Ano da Associação Gaúcha de Escritores na categoria Especial. É patrona da Academia Gramadense de Letras e Artes.
Apresentando-se em Bonn, Alemanha, foi elogiada pela crítica Carmen Michels pelo recital "maravilhoso e excelente", especialmente marcante pela maestria demonstrada na interpretação da sonata favorita de Beethoven na própria terra natal do compositor. Foi a primeira brasileira a participar do festival Semana do Piano de Heidelberg, Alemanha, quando o crítico Klaus Ross escreveu: "A pianista Olinda Alessandrini é uma embaixadora mundialmente referenciada como representante da música do seu país – há muitos anos conhecida pela interpretação ideal e execução competente da literatura pianística brasileira". Após sua apresentação no Festival de Música do Neckar, Alemanha, a crítica Leonore Welzin registrou que "sua grandiosa execução" fez o público perder o fôlego, acrescentando que "Martin Münch, pianista e compositor, organizador de muitos dos concertos do Festival do Neckar, não exagerou quando disse que quase saía fumaça do teclado, e que juntamente com Cristina Ortiz, são estas as duas melhores pianistas brasileiras". Sylvio Lago, em seu livro A Arte do Piano, disse:
"Olinda Allessandrini é uma das mais conhecidas e prestigiadas pianistas riograndenses. Em atividade constante, já realizou inúmeras apresentações pelo Brasil e exterior, em recitais e grupos de câmara, ou como solista com orquestras, sempre com sucesso de público e de crítica. Sua dedicação especial ao repertório de música brasileira, do passado e do presente, tem contribuído significativamente para a divulgação de nossos compositores e suas obras, tanto em salas de concerto como em gravações. Seu CD Villa Lobos por Olinda Alessandrini foi selecionado em 1993 pelo jornal O Globo do Rio de Janeiro como um dos mais importantes lançamentos do ano. Em um trabalho pioneiro, gravou a obra do compositor riograndense Araújo Vianna em CD, considerado um registro histórico".

### Prêmio Açorianos
| Ano  | Categoria                 | Indicação                                                                           | Resultado |
| ---- | ------------------------- | ----------------------------------------------------------------------------------- | --------- |
| 1996 | Instrumentista de Teclado | Olinda Allessandrini                                                                | Venceu    |
| 1999 | Disco Erudito             | Panorama Brasileiro                                                                 | Indicado  |
| 2001 | Disco Erudito             | Radamés Gnattali                                                                    | Indicado  |
| 2005 | Disco Erudito             | Canções Brasileiras (com Adriana de Almeida)                                        | Indicado  |
| 2010 | DVD do Ano                | Tributo a Leo Schneider - 100 anos (participação em álbum coletivo)                 | Indicado  |
| 2013 | Projeto Gráfico           | Áudio-livro Cirandas de Villa-Lobos (coautoria com Marô Barbieri e Clara Pechansky) | Indicado  |

## Discografia
- Olinda Allessandrini: Schubert, Schumann, Liszt, 2015[31]
- Abram alas para Chiquinha Gonzaga, 2014[32]
- Cirandas de Villa-Lobos, 2012[31]
- Um piano na esquina, 2012[31]
- Ébano e Marfim, 2005[31]
- Canções Brasileiras, 2005, com Adriana de Almeida[28]
- PamPiano, 2004[31]
- Valsas, 2002[31]
- Radamés Gnattali por Olinda Allessandrini, 2001[33]
- Panorama brasileiro, 1999[31]
- Araújo Vianna por Olinda Allessandrini e Adriana de Almeida, 1994[34]
- Villa-Lobos por Olinda Allessandrini, 1993[31]

Participações como pianista convidada
- CONCERTOS 2005 - Fundação Maria Luísa e Oscar Americano, de São Paulo. Registra os "melhores momentos" dos 20 recitais realizados durante o ano, em gravações ao vivo.
- TUDO MUDA - A MÚSICA DE FLÁVIO OLIVEIRA - Participação no CD do compositor Flávio Oliveira. Lançado em setembro de 2002 no museu da UFRGS.
- MUSIKSCHULE CHARLOTTENBURG BRASILIANISCHE IMPRESSIONEN - Lançado em Berlim em dezembro de 2001.
- ORQUESTRA DE CÂMARA SESI-FUNDARTE - Participação como solista, sob a regência de Antônio Carlos Borges Cunha. Lançamento em março de 2000.
- JUGENDORCHESTER CHARLOTTENBURG - Lançado em dezembro de 1999, na Alemanha.
- IN CONCERT - Com o percussionista Ney Rosauro. Lançado em abril de 1999, no Salão de Atos da Reitoria da UFRGS.
- MÚSICA DE CÂMARA BRASILEIRA - Com o Trio de Madeiras de Porto Alegre. Lançado em abril de 1996, no Theatro São Pedro, Porto Alegre.
- ERUDITO I - Obras de compositores gaúchos dos anos 30, patrocinado pela Prefeitura Municipal de Porto Alegre. Lançado em 1995.
- LAS CUATRO ESTACIONES - Com a Orquestra de Câmara de Blumenau. Lançado no Memorial da América Latina, São Paulo, em 1994.
- RAPSÓDIA - Com o percussionista Ney Rosauro. Lançado em Atlanta, Georgia, USA, em 1994.

Gravação em LP
- PANORAMA BRASILEIRO EM PIANO - Lançado em 1990, no Salão Mourisco da Biblioteca Pública de Porto Alegre.